# Jipsingboermussel
Jipsingboermussel is een gehucht in de gemeente Westerwolde in de Nederlandse provincie Groningen. Het ligt tussen Musselkanaal en Ter Apelkanaal, net ten oosten van Zandberg.
Het gehucht ligt aan het Ter Apelkanaal, de voortzetting van het Stadskanaal. Direct ten westen ligt het Mussel-Aa-kanaal.
Van oudsher vormde het een exclave van de marke van Jipsinghuizen, tussen de marken van Onstwedde en Laude. In 1866 kochten de markefenoten een smalle strook grond van Sellinge langs de grens met Onstwedde om deze te gebruiken als schapendrift. Deze drift is nog herkenbaar aan een langgerekte strook bomen in het landschap. In 1872 verrees het eerste huis van Jipsingboermussel (nr. 64) door toedoen van waarsgerechtigden van deze marke. In 1873 werd dit deel van de marke verdeeld tussen de 11 gerechtigden. 

## Naam
De naam van het gehucht wordt vaak buitenissig gevonden. Dat heeft er meermalen toe geleid dat mensen veronderstelden dat het een verzonnen naam is. Zo kwam het gehucht in 1999 uitgebreid in het nieuws nadat twee presentatoren van Radio 3, Rob Stenders en Fred Siebelink openlijk twijfelden aan het bestaan van Jipsingboermussel. Daarop werden zij door een discotheek in het naburige Musselkanaal uitgenodigd om zich zelf te komen overtuigen. Jipsingboermussel wordt ook verschillende keren genoemd in een boek van Ewoud Sanders: Van Nergenshuizen tot Absurdistan (2003) ISBN 90-446-0195-4
Dorpen: Barnflair · Bellingwolde · Blijham · Bourtange · Jipsingboertange · Oudeschans · Over de Dijk · Sellingen · Ter Apel · Ter Apelkanaal · Veelerveen · Vlagtwedde · Vriescheloo · Wedde · Wedderheide · Zandberg (deels)

Buurtschappen: Agodorp · Borgertange · Borgerveld · Bovenstreek · De Bouwte · De Bruil · De Bult · Den Ham · De Heemen · De Lethe · De Maten · De Oerde · De Straat (Engelkes) · Draaijerij · Ellersinghuizen · Hanetange · Harpel · Hoorn · Hoornderveen · Jipsingboermussel · Jipsinghuizen · Kielhuppen · Klein-Ulsda · Klontjebuurt · Koudehoek · Lammerweg · Laude · Lauderbeetse · Lauderzwarteveen · Laudermarke · Leemdobben · Lieskemeer · Loosterheide · Lutje Ham · Lutjeloo · Morige · Munnekemoer · Nienoordstreekje · Oosteinde · Overdiep · Pallert · Plaggenborg · Poldert · Renneborg · Rhederbrug · Rhederveld · Rijsdam · Roelage · 't Schot · Sellingerbeetse · Sellingerzwarteveen · Slegge · Stakenborg · Stobben · Ter Borg · Ter Haar · Ter Walslage · Ter Wisch · Tjabbesstreek · Veele · Veendijk · Veerste Veldhuis · Verbindingsweg · Vlagtwedder-Veldhuis · Vogelzang · Voorwold · Wedderbergen · Wedderveer · Weende · Weite · Wessingtange · Westeind · De Westert · Winschoterhogebrug (deels) · Winschoterzijl (deels) · Wollingboermarke · Wollinghuizen · Zuidveld · Zandstroom

Groningen: Steden en dorpen      Nederland: Provincies · Gemeenten